# Itapetinga (ort)
Itapetinga är en ort i Brasilien.   Den ligger i kommunen Itapetinga och delstaten Bahia, i den östra delen av landet, 800 km öster om huvudstaden Brasília. Itapetinga ligger 282 meter över havet och antalet invånare är 59 721.
Terrängen runt Itapetinga är platt.
Omgivningarna runt Itapetinga är huvudsakligen savann. Runt Itapetinga är det ganska glesbefolkat, med 45 invånare per kvadratkilometer.